# Bridegroom
Bridegroom (celým názvem Bridegroom: A Love Story, Unequaled, tj. Ženich: příběh lásky, nedostižný) je americký dokumentární film z roku 2013 o vztahu dvou mladých mužů, který režírovala Linda Bloodworth-Thomason. Snímek měl světovou premiéru na Tribeca Film Festivalu 23. dubna 2013. Film byl financován pomocí crowdfundingové stránky Kickstarter.

## Děj
Film zachycuje společný šestiletý život Shana Bitney Crona a  Thomase Leeho a především události, které následovaly po Tomově tragické smrti. Tomova matka zcela izoluje Shena od rodiny, kterému není dovoleno ani zúčastnit se pohřbu svého partnera.

## Ocenění
- na Tribeca Film Festivalu film získal cenu diváků za nejlepší dokumentární film
- Mediální cena GLAAD za nejlepší dokumentární film spolu s filmem Call Me Kuchu